# Achenmeer
Het Achenmeer (Duits: Achensee) is een meer in de Oostenrijkse deelstaat Tirol. Het meer ligt dertig kilometer ten noordoosten van Innsbruck, ten noorden van Jenbach dat in het Unterinntal ligt. Samen met het Achental vormt het de grens tussen het Karwendelgebergte in het westen en de Brandenberger Alpen in het oosten.
Het meer, gelegen op een hoogte van 929 meter, heeft een oppervlakte van 6,8 km², bij een lengte van negen kilometer en een breedte van één kilometer. Het is daarmee het grootste meer in Tirol. Op het diepste punt is het meer 133 meter diep.
De Achensee werd oorspronkelijk naar het noorden ontwaterd via de Ache en de Isar. Sinds de bouw van een waterkrachtcentrale bij Jenbach in 1927 wordt het water echter hoofdzakelijk, via een hoogteverschil van 380 meter, in de Inn geleid. Als gevolg van de aangelegde stuwdam is de waterspiegel dusdanig verhoogd, dat het meer inmiddels een inhoud van 66 miljoen kubieke meter water heeft. In de winter wordt echter het waterpeil verlaagd, waardoor de precieze omvang moeilijk is vast te stellen.
Om het toerisme in de regio te bevorderen werd in 1887 het eerste stoomschip te water gelaten om het meer te bevaren. Sinds 1889 ontsluit ook de zeven kilometer lange Achenseebahn, een smalspoortandradbaan tussen Jenbach en Seespitz, het gebied.
Plaatsen aan de Achensee zijn Pertisau, Maurach, Achenkirch, Buchau (bij Maurach), Seespitz, Scholastika (bij Achenkirch) en Seehof.